# Gudrun Holtz
Gudrun Holtz (* 1959) ist eine deutsche Theologin.

## Leben
Nach dem Studium (1981–1988) der Evangelischen Theologie und Judaistik in Tübingen, Berlin und Jerusalem war sie von 1988 bis 1992 wissenschaftliche Mitarbeiterin im Fach Neues Testament an der Kirchlichen Hochschule Berlin. Nach der Promotion 1993 zum Dr. theol. im Fach Neues Testament an der Theologischen Fakultät der Humboldt-Universität zu Berlin war sie von 1992 bis 1998 Vikarin in Berlin und Pfarrerin z. A. in Esslingen. Nach der Habilitation 2006 im Fach Neues Testament an der Eberhard Karls-Universität Tübingen ist sie dort seit 2014 außerplanmäßige Professorin für Neues Testament.
Ihre Forschungsschwerpunkte sind Paulus, Hebräerbrief, Soteriologie, neutestamentliche Anthropologie und hellenistische Philosophie und neutestamentliche Literatur im Kontext des Frühjudentums (Qumran, Philo, Frührabbinische Literatur).

## Publikationen (Auswahl)
- Der Herrscher und der Weise im Gespräch. Studien zu Form, Funktion und Situation der neutestamentlichen Verhörgespräche und der Gespräche zwischen jüdischen Weisen und Fremdherrschern. Berlin 1996, ISBN 3-923095-88-0.
- Damit Gott sei alles in allem. Studien zum paulinischen und frühjüdischen Universalismus. Berlin 2007, ISBN 3-11-019553-4.
- Jungfrauengeburt und Greisinnengeburt. Zur Rezeptionsgeschichte von Gen 21,1f im antiken Judentum und im frühen Christentum. Neukirchen-Vluyn 2017, ISBN 3-7887-3253-9.
- Die Nichtigkeit des Menschen und die Übermacht Gottes. Studien zur Gottes- und Selbsterkenntnis bei Paulus, Philo und in der Stoa. Tübingen 2017, ISBN 3-16-155008-0.